# ریو اوچیدا
ریو اوچیدا (انگلیسی: Rio Uchida؛ زادهٔ ۲۷ سپتامبر ۱۹۹۱) مدل، بازیگر و شخصیت تلویزیونی اهل ژاپن است. وی از سال ۲۰۱۰ میلادی تاکنون مشغول فعالیت بوده‌است.